# 快可立

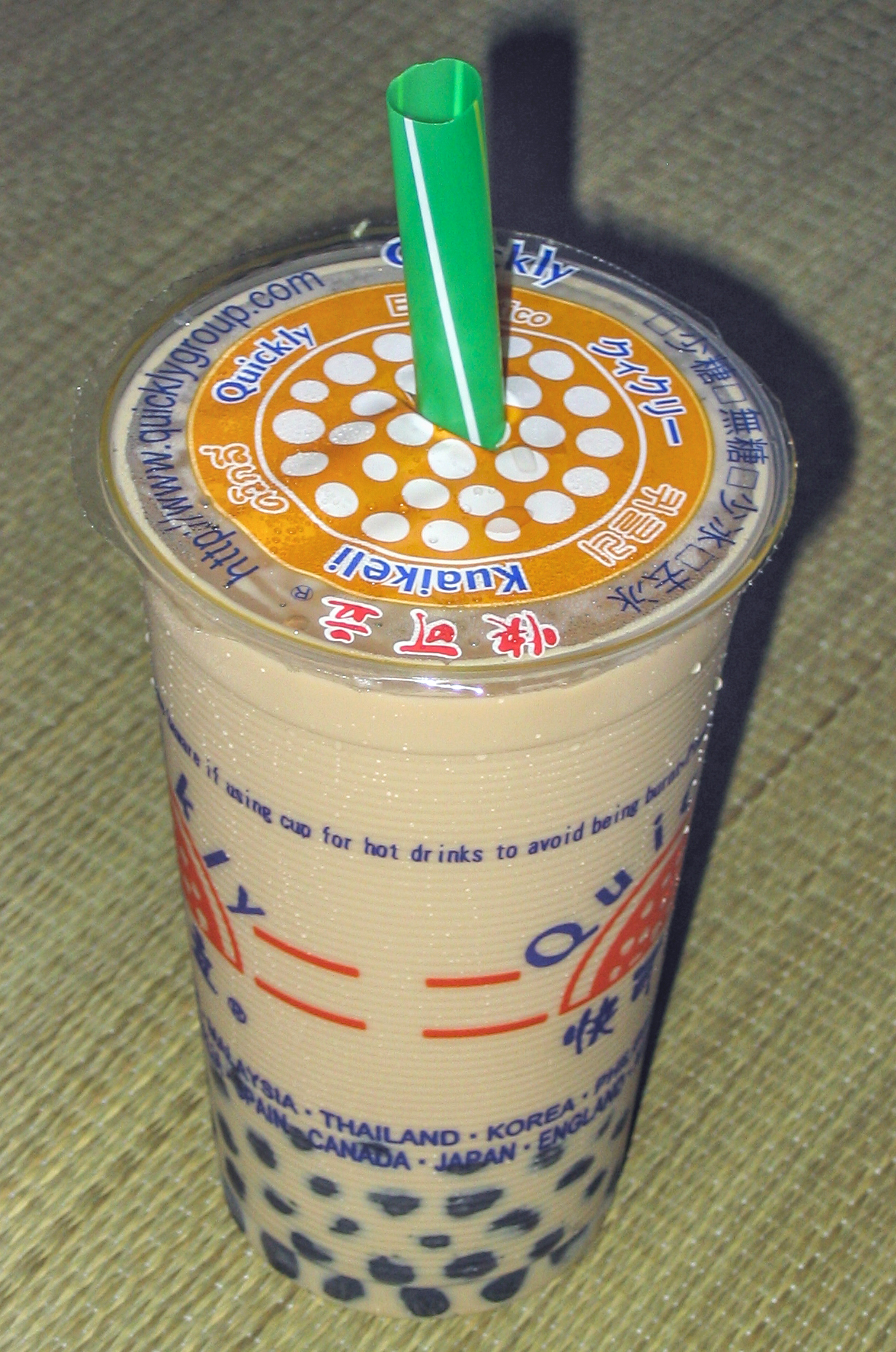
一杯快可立的珍珠奶茶，攝影於2004年。

快可立企業有限公司，簡稱快可立（Quickly），是一家創立於臺灣的跨國手搖飲料連鎖品牌及企業。

## 歷史
黃普光、楊勵媛曾在臺中公園旁開店販賣一杯要價新臺幣六十元的珍珠奶茶；當時，他們投入新臺幣十萬元作資本，每月營業額可多達新臺幣七十多萬元，扣掉開銷還有盈餘新臺幣三十多萬元。
後來，黃普光、楊勵媛將泡沫紅茶店店面搬遷至雙十路，並在當地營業長達十七年。在結束臺中的事業後，兩人前往臺北另謀發展，隨後於1996年成立快可立企業，並由楊勵媛擔任負責人。
1997年冬，資本額約新臺幣一百五十萬元的快可立大安店開幕；當時，該店所販賣一杯容量500毫升的珍珠奶茶訂價新臺幣二十五元，每天營業額平均新臺幣三萬元，月營業額達新臺幣百萬元上下。
1998年至1999年間，快可立以每天平均兩家加盟店開幕的速率擴張。
1999年，黃普光以新臺幣數十萬元購得中國大陸的品牌代理權並成立Super Space公司；同年，中國第一家快可立於北京開幕，一杯飲料定價人民幣三到四十八元不等。
2000年，大宇資訊狂徒創作群與快可立合作的單機遊戲《瘋狂搖搖杯》上市。
2006年，手搖飲料連鎖品牌葵可利與快可立因商標使用權引發訴訟。

## 外部鏈結
- 官方网站
- Quickly GROUP 快可立集團的Facebook專頁